# Arpeghy
Arpeghy es una banda argentina de metal formada en el año 2001 por Diego Solís, aunque no comenzaría su etapa profesional hasta llegado el 2007, con la publicación de su primer EP "Sueños Oscuros". 

## Historia

### Inicios (2001-2007)
En el año 2001, Diego Hernán Solís decide emprender un proyecto orientado al Hard Rock y Metal Neoclásico. Los primeros años de la banda son erráticos debido a la intensa rotación de músicos. Sin embargo, en esta primera etapa, que abarca desde los años 2001 al 2007, surgen varias grabaciones demo que contienen futuros clásicos de la banda, entre los que se destacan "Guerrero del Sol", "Sueños Oscuros" y "Hechizo Gitano". 
Durante este período, Rodrigo Tromba desempeña un rol clave como miembro y tecladista, aportando su influencia melódica y contribuyendo significativamente al sonido inicial del proyecto. Su participación consolidó las primeras composiciones y demos que definirían el estilo de la banda. No obstante, en 2006, por motivos personales, Rodrigo se desvincula del proyecto, dejando un legado que sería fundamental para las futuras formaciones.
Uno de los varios demos grabados durante esta etapa llega a manos de Sergio Maesano, experimentado baterista, quien decide sumarse al proyecto. Con su incorporación, la banda cobra nuevo impulso y se reforma con Diego Solís en guitarra, Sergio Maesano en batería, Jorge Justo en teclados —un músico con notoria influencia de Jon Lord—, Marcelo Tranfo en bajo y Mario Gonz en la voz. Esta nueva alineación marca un renacimiento para la banda, consolidando un sonido más definido y afianzando su identidad dentro del Hard Rock y Metal Neoclásico.

### Primera Etapa (2007 - 2012)
Con una formación estable y numerosos temas ya compuestos, Arpeghy inicia su etapa de grabación. En 2007, la banda lanza su primer trabajo oficial, el EP "Sueños Oscuros". Este EP fue "liberado" de manera innovadora para su difusión, subiendo el material completo a su página web oficial, una práctica poco común en ese momento, cuando lo habitual era ofrecer muestras de no más de 60 segundos por tema. Gracias a esta estrategia y a la difusión en redes sociales, Arpeghy, hasta entonces desconocida, comienza a ganar relevancia en la escena under argentina, atrayendo a seguidores de bandas como Rata Blanca y Deep Purple por sus influencias similares. Para complementar esta difusión, la banda recorre el circuito under, compartiendo escenarios con artistas como Adrián Barilari, Jaf, Saúl Blanch y Viticus.
En diciembre de 2009, bajo la producción artística de Oscar “Chino” Asencio (Axel, Marcela Morelo, Emmanuel Ortega), Arpeghy graba su primer LP, "Mi Camino", en el estudio “El Pie”, con ingeniería de Mario Altamirano (Rata Blanca, Nightwish, A.N.I.M.A.L.) y masterización de Gabriel Wallach en los estudios Lurssen (Aerosmith, Guns ‘n Roses, Blink 182) en Los Ángeles, EE. UU.
"Mi Camino" fue editado en 2010 por BMV. Sin embargo, la recepción del público fue menos entusiasta de lo esperado, probablemente debido a la demora en el lanzamiento y a la inclusión de cinco temas regrabados del EP "Sueños Oscuros", lo que dejó solo media placa con material inédito. A pesar de esto, la banda se consolida en eventos importantes junto a artistas nacionales e internacionales, como Sonata Arctica, Europe, Logos e IAN, y participa en festivales como Cosquín Rock 2012«LaVoz». Cosquín Rock 2012. y Metal Para Todos V.«Diversica». Vorterix Metal para Todos 2012. Archivado desde el original el 19 de abril de 2015. Consultado el 14 de abril de 2015.
Durante esta etapa, temas como "Guerrero del Sol” y "Mi Camino" logran rotación en radios masivas como Rock & Pop y Vorterix, y la banda es invitada a programas como Falso Impostor, Tiempos Violentos y El Bombardeo del Demo.
A mediados de 2011, surgen problemas internos, lo que lleva a la salida de Marcelo Tranfo por motivos personales, siendo reemplazado por Gonzalo Álvarez, colaborador previo de Diego Solís. Sin embargo, las diferencias musicales se profundizan, especialmente entre Mario Gonz y el resto de la banda. Luego de su participación en Cosquín Rock 2012, Mario Gonz anuncia su partida. Aprovechando su creciente reconocimiento, Arpeghy convoca a dos vocalistas experimentados: Gustavo Despalanque (Presto Vivace) y Alejandro Fernández (Martín Knye Magiar, Kyrie Eleison Banda), siendo elegido finalmente este último

### Segunda Etapa (2012 - 2017)
Tras la partida de Mario Gonz y el ingreso de Alejandro Fernández, Arpeghy afrontó un período de transición marcado por la necesidad de retomar el camino perdido debido a las erráticas presentaciones en vivo durante el último año de Mario Gonz como vocalista.
Durante los siguientes dos años, la banda se embarcó en una intensa campaña de promoción y difusión que los llevó a presentarse en Cosquín Rock (2013),(2013) y en los festivales Metal Para Todos 6 y Metal Para Todos 7. Comparten escenario junto a Europe, Symphony X, Yngwie Malmsteen y Ritchie Kotzen. Además, fueron invitados a programas televisivos como NBM en Canal CM y "De 1 a 5" en C5N, y participaron en la presentación de su material regrabado en la flamante Radio Vorterix, invitación realizada por Mario Pergolini.
En 2014, Arpeghy lanzó un videoclip tributo a la Selección Nacional de Fútbol Argentina, utilizando la versión demo de "Razón para Pelear (Demo)". Aunque la canción no fue compuesta específicamente para la Copa Mundial de la FIFA Brasil 2014, se utilizó para este evento deportivo como parte de su estrategia de promoción.

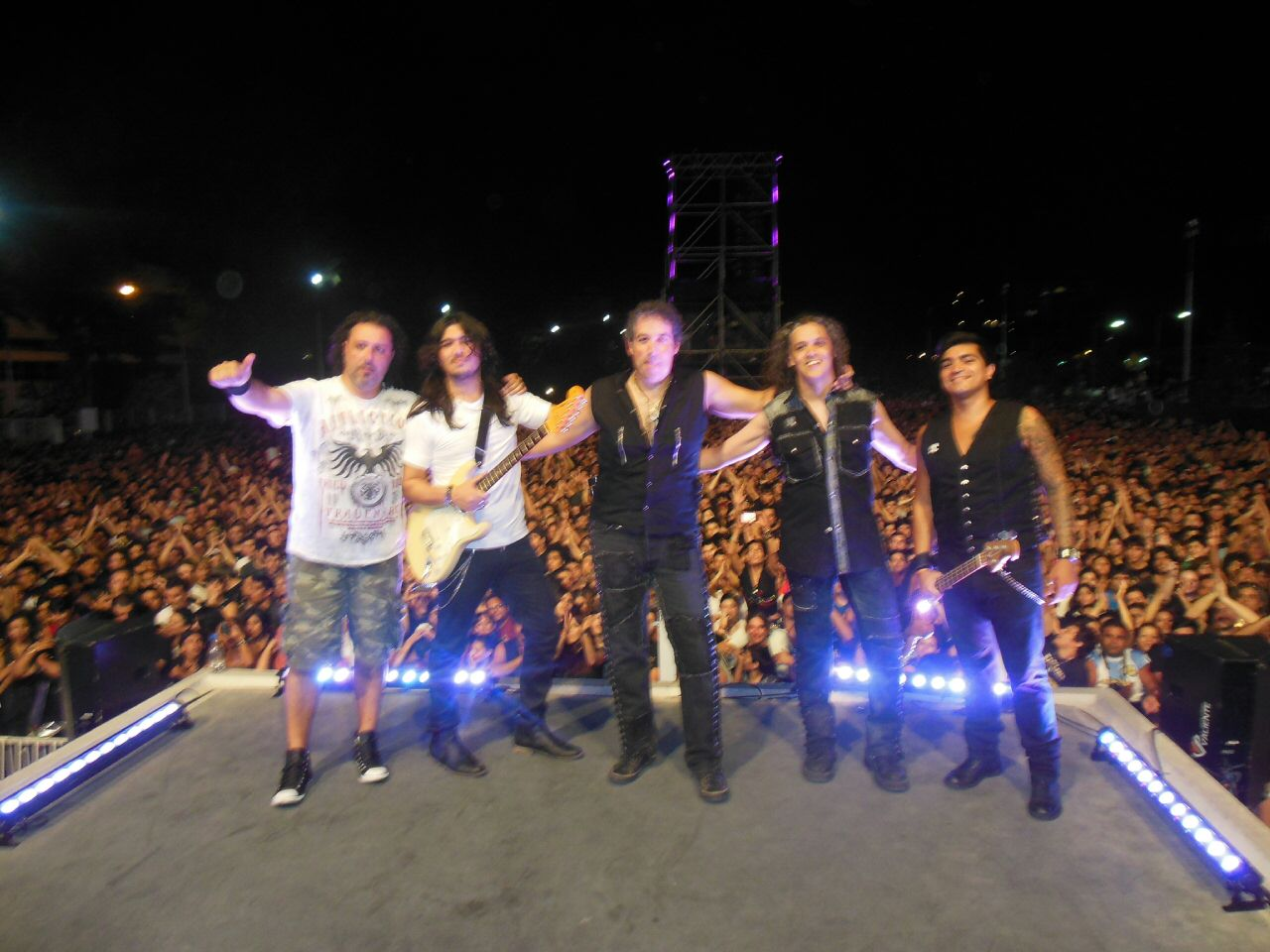
Arpeghy teloneando a Rata Blanca, Caseros, Partido de Tres de Febrero

Ese mismo año marcó un punto de inflexión para la banda. Las impactantes presentaciones en vivo, con producciones escénicas poco comunes en la escena under, junto con la creciente difusión en medios masivos, consolidaron a Arpeghy en el ámbito local. Además, "No se vivir" comenzó a rotar en CM (Canal de la Música) y FM La 100, medios muy importantes en Argentina. Este proceso culminó con un hito destacado: compartir escenario con Deep Purple en el estadio Luna Park.
A principios de 2015, tras 18 meses de trabajo en estudio y la masterización de Daniel Ovie (ganador de diversos Premios Grammy), Arpeghy lanzó formalmente "Claroscuro", un álbum que recibió críticas entusiastas de los medios especializados. En este disco puede apreciarse la primera etapa de evolución musical de la banda, donde elementos del Hard Rock se fusionan con el estilo característico de su primer trabajo, marcando una transición hacia una identidad musical más definida. En marzo de ese mismo año, la banda dio un salto de popularidad con una destacada presentación junto a Rata Blanca en Caseros ante 30.000 personas.
En junio de 2015, lanzaron "Sabrás" como primer corte de difusión de Claroscuro, acompañado de su respectivo videoclip. Un mes después, "Dame una señal" comenzó a sonar en radios masivas, mientras que "En tus manos" fue seleccionado para musicalizar el programa "Escape Perfecto" de Telefé, ampliando aún más su alcance. Para sorpresa de la banda, que había apostado a "Sabrás" y "Razón para pelear" como cortes de difusión, "Dame una señal" se convirtió en la canción más escuchada de Arpeghy de todos los tiempos, llegando a públicos por fuera del circuito del Hard Rock o Metal.
A principios de 2017, la banda inicia la preproducción para una nueva placa.

### Etapa Actual (2018 - presente)
Debido a diferencias internas, principalmente en cuanto a la orientación musical, a principios de 2018 se alejan de la banda Alejandro Fernández (voz) y Gonzalo Álvarez (bajo). En su reemplazo ingresan Mariano Middleton y Marcos Beneduce. Meses más tarde, Sergio Maesano también se desvincula, siendo reemplazado por Nicolás Humeniuk.
Durante 2018, Arpeghy presenta dos adelantos de su nuevo material, "Hasta el final" y "Mala Tentación", con baterías grabadas por Fernando Scarcella, baterista de Rata Blanca. Estos sencillos, acompañados de videoclips, no solo presentan la nueva formación de la banda sino también su renovado enfoque musical, más orientado al Hard Rock moderno europeo. Arpeghy fusiona estos elementos más duros y melódicos con su impronta Neoclásica y pinceladas de Pop y Blues. Tras finalizar la grabación del disco, Nicolás Humeniuk fue reemplazado en batería durante dos años por Martín Samaniego, pero retornó a la banda en 2024.

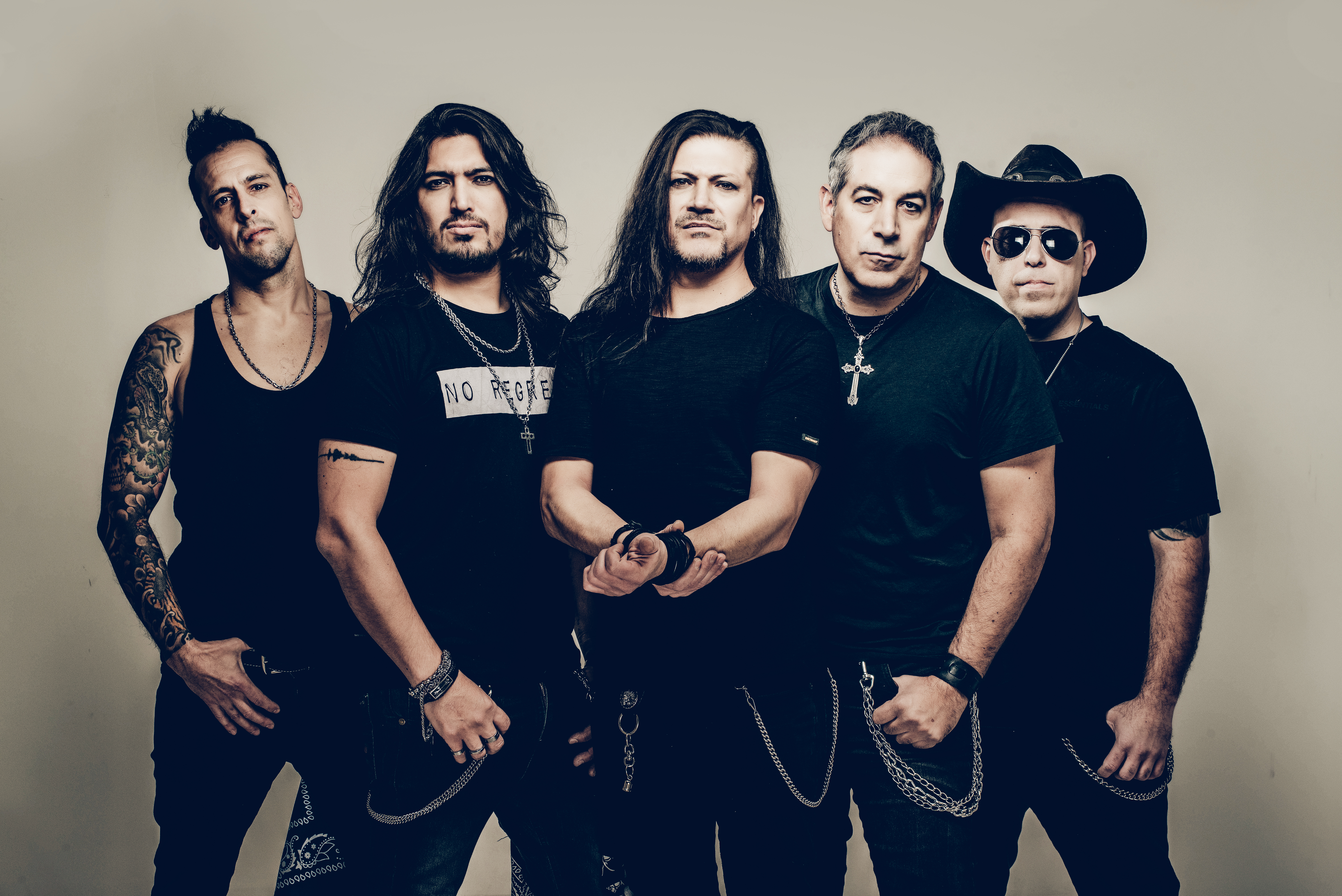

Originalmente, el disco "Arpeghy 3" estaba previsto para finales de 2019 o principios de 2020, pero estos planes se vieron duramente afectados por la pandemia de COVID-19. "Arpeghy 3" fue concebido como un disco de 10 cortes de difusión, donde Diego Solís y Jorge Justo retomaron el control artístico y de producción, como en el primer EP del 2007, buscando otorgar así, mayor libertad creativa a la banda. A pesar de las dificultades ocasionadas por la pandemia global, la banda continuó trabajando en el proyecto, que requirió colaboraciones con diversos estudios, sesionistas, músicos invitados y productores, lo que reflejó la complejidad y ambición de la producción.
En abril de 2022, Arpeghy lanza el videoclip y sencillo del cover de La Torre, "Estamos en acción". Este tema, extraído de las sesiones de grabación de Arpeghy 3 y no incluido en la placa final, fue el primer lanzamiento oficial de la nueva formación. Este lanzamiento representó un guiño al público, ya que para ese momento habían pasado ocho años sin publicar material nuevo. Muchos seguidores históricos recibieron el sencillo como una suerte de vuelta o reunión de la banda, a pesar de que Arpeghy nunca se había separado oficialmente. La versión fue ampliamente elogiada por Patricia Sosa y Oscar Mediavilla, autores originales de la canción.
En junio de 2022, Arpeghy presenta "Un Round Más", el primer sencillo y videoclip de Arpeghy 3, superando ampliamente las expectativas de audiencia. De la mano del concepto original del álbum (Grabar 10 cortes de difusión) la banda continua lanzando cortes de difusión con videoclips de producción internacional, cada uno logrando superar el éxito del anterior. 
Con esta estrategia, la popularidad de Arpeghy en el ámbito del Hard Rock y el Metal se dispara, ganándose el apodo de "La Banda del Momento" en 2023 y 2024. A partir de 2023, la banda comenzó a alternar entre nuevos lanzamientos de temas de *Arpeghy 3* y la reinterpretación de sus clásicos en vivo. Esta estrategia permitió conectar de manera efectiva tanto con el público nuevo, que había descubierto a la banda gracias a *Arpeghy 3*, como con sus seguidores históricos. Los viejos clásicos, que en vivo pasaban desapercibidos para muchos nuevos oyentes, comenzaron a ser relanzados en formato sencillo "En Vivo" junto a videos correspondientes, generando una renovada atención. 
| Canción                               | Tipo de Video | Año de Lanzamiento |
| ------------------------------------- | ------------- | ------------------ |
| Estamos en Acción (Cover de La Torre) | Videoclip     | 2022               |
| Un Round Más                          | Videoclip     | 2022               |
| Mi Destino                            | Videoclip     | 2022               |
| Hechizo Gitano                        | Videoclip     | 2022               |
| Te Perdí                              | Videoclip     | 2023               |
| Dame una Señal                        | Video en Vivo | 2023               |
| No se Vivir                           | Video en Vivo | 2023               |
| Hasta el Final                        | Videoclip     | 2023               |
| Razón para Pelear                     | Video en Vivo | 2023               |
| Mala Tentación                        | Videoclip     | 2023               |
| Mi Camino                             | Video en Vivo | 2024               |
| Laberinto                             | Videoclip     | 2024               |
| Sabrás                                | Video en Vivo | 2024               |
| Sueños Oscuros                        | Video en Vivo | 2024               |
| No me digas                           | Videoclip     | 2025               |
| Entre sombras                         | Video en Vivo | 2025               |

Debido a este creciente éxito y la nueva impronta de la banda, Arpeghy fue invitada a telonear a destacadas bandas de Hard Rock europeo como Crazy Lixx, Eclipse 
, H.E.A.T., Reckless Love, así como a legendarias agrupaciones de power metal como Rhapsody of Fire.
En 2024, Arpeghy realizó su primera gira en México, llevando su música a nuevos públicos y consolidando su alcance internacional.

## Estilo e influencias
Arpeghy inicia su carrera con marcadas influencias de Rata Blanca, Deep Purple e Yngwie Malmsteen, lo cual queda claramente reflejado en el EP Sueños Oscuros, con deslumbrantes solos de guitarra y teclado, además de una interpretación vocal destacada por su amplio rango. Desde este momento, Arpeghy se distingue por dar un fuerte protagonismo a la composición de canciones, convirtiéndolas en el eje central de cada álbum. Aunque Mi Camino podría considerarse una continuación de Sueños Oscuros, incorpora influencias de bandas como Whitesnake, Dio, Stratovarius, Aerosmith y Bon Jovi. Con Claroscuro, la banda suma nuevos elementos de hard rock, logrando amalgamar sus influencias para definir un sonido distintivo que combina metal meoclásico y power metal.
En Arpeghy 3, la banda parece alcanzar su punto más alto en términos de composición y sonido, explorando estilos contemporáneo mientras mantiene guiños al netal neoclásico y al power metal. Además, los videoclips de esta etapa destacan por su cuidada producción, logrando un nivel visual que se alinea con estándares internacionales, lo que refuerza la identidad profesional de la banda 

## Integrantes
- Mariano Middleton - Voz
- Diego Hernan Solís - Guitarra
- Jorge Justo - Teclados
- Marcos "Pocho" Beneduce - Bajo
- Nicolás Humeniuk - Batería

## Músicos invitados
Mi Camino (2010)
- Oscar Chino Asencio: Guitarras adicionales en "No sé vivir"
- Mariano "Colo" Parvex: Teclados adicionales

Claroscuro (2015)
- Bárbara Estigarribia: Coros en "Sabrás"

Arpeghy 3 (2022)
- Fernando Scarcela - Batería en  "Hasta el Final" y "Mala Tentacion"
- Yamila Ortiz: Coros en "Un Round mas", "Mi Destino" y "Te perdí"
- Natalia Lanza Castelli: Coros en "Un Round mas", "Mi Destino" y "Te perdí"
- Anabella Lavalle: Coros en "Hechizo Gitano"
- Oscar Chino Asencio: Guitarras acústicas en "Te Perdí"
- Martín Seguel - Saxo Solista en "Mi Destino"
- Mauro Ostinelli - Saxo Tenor en "Mi Destino"
- Jesús Silva - Trombón en "Mi Destino"
- Cristian Cáceres - Trompeta en "Mi Destino"

## Integrantes pasados
- Rodrigo Tromba - Teclado
- Mario Gonz - Voz
- Marcelo Tranfo - Bajo
- Gonzalo Álvarez - Bajo
- Rocky Maesano - Batería
- Alejandro Fernández - Voz
- Nicolás Humeniuk - Batería
- Martin Samaniego - Batería

## Discografía
- Sueños oscuros (2007) (EP)
- Mi camino (2010)
- Claroscuro (2014)
- Arpeghy 3 (2022)

### Sencillos
- No sé vivir (2013)
- Razón para pelear (2014)
- Sabrás (2015)
- Dame una señal (2015)
- Hasta el final (2018)
- Mala Tentación (2018)
- Estamos en acción (2022)
- Un Round Más (2022)
- Mi Destino (2022)
- Hechizo Gitano (2022)
- Te Perdí (2023)
- Dame una señal (En vivo en The Roxy Buenos Aires) (2023)
- No se vivir (En vivo en The Roxy Buenos Aires) (2023)
- Hasta el final (2023)
- Razón para Pelear (En vivo en Teatro Flores Buenos Aires) (2023)
- Mala Tentación (2024)
- Mi Camino (En vivo en El Teatrito Buenos Aires) (2023)
- Laberinto (2023)
- Sabrás (Acústico) (En vivo en El Teatrito Buenos Aires) (2023)
- Sueños Oscuros En vivo en The Roxy Buenos Aires) (2024)
- No me digas (2024)